# Відродження: Ертугрул
«Відродження: Ертугрул» (тур. Diriliş: Ertuğrul — сучасний турецький історично-пригодницький серіал, створений продюсером Мехметом Боздагом. Зйомки проходили в Бейкозі, Туреччина. Прем'єра серіалу відбулася на каналі TRT 1 10 грудня 2014 року.
Серіал заснований на історії мусульманських тюрків-огузів, події відбуваються в XIII столітті. Історія зосереджена навколо життя Ертогрула — батька засновника Османської імперії Османа I. У головних ролях — Енгін Алтан Дюзьятан і Есра Білгіч.

## Виробництво
Серіал написаний і спродюсований Мехметом Боздагом і режисером Метіном Гюнайом. Автор музики — Альпей Гектекін. Транслюється з 10 грудня 2014 року на каналі TRT 1 (Туреччина).
На знімальному майданчику присутні 25 коней, за якими стежить ветеринар. Всі вони знаходяться на фермі в Ріве. Особлива область, подібна зоопарку (але в меншому масштабі), була створена для всіх тварин, які з'являються на шоу, включаючи овець, кіз, солов'їв і куріпок.

## Сюжет
Дія серіалу відбувається в XIII столітті. Свого часу тюркомовне огузьке плем'я Кайи мешкало в Середній Азії і було васалом шахів Хорезма . Але в 1219—1221 роках монгольські завойовники знищили державу Хорезм і Сулейман-шах був змушений переселитися зі своїм племенем в Анатолію, під заступництво імператора сельджуцького Румского (Конійського) султанату Ала ад-Діна Кей-Кубада. Головним героєм цього серіалу є Ертугрул-бей, який ймовірно був сином Сулейман-шаха.
1 сезон.
1225 рік. На полюванні Ертугрул-бей за допомогою своїх друзів-воїнів Тургута, Бамсі і Догана рятує з рук тамплієрів сельджуцького шах-заде Нумана, його сина Їгіта і доньку Халіме, а заодно вбиває лицаря Бесоля — брата Тітуса — коменданта фортеці Святого Петра в горах Аманос. Значна частина співплемінників віднеслися негативно до цієї події, а вона — в свою чергу — спровокувала війну з хрестоносцями на чолі з Тітусом і Петруччіо Манзіні. До того ж, один з лідерів племені Кайі Курдоглу-бей уклав союз з сельджуцьким командиром Кара-Тойгаром і планує скинути свого кровного брата Сулейман-шаха. У цей час відбувається переселення огузів у землі еміра Алеппо Ель-Азіза з династії Айюбідів — правителів Єгипту і Сирії. Емір підтримує тамплієрів створює перепони огузам.
2 сезон
Після смерті Сулеймана-шаха Кайи повертаються на землі Анатолії, але зіткнення з монголами, знаходять притулок у тюрків племені Додурга. Вождь Додурга Коркут-бей і вдова Сулеймана-шаха мама Хайме об'єднують обидва племені для протистояння монгольським завойовникам. Союз Кайи і Додурга зазнає серйозних випробувань через низку зрад та інтриг. У цей час Ертугрул знаходить для свого племені нові землі, що межують з володіннями православної грецької Нікейський імперії, а ідея переселитися на них немає одностайної підтримки.
3 сезон
Проходить 10 років з моменту переселення племені Кайи на кордон Конійського султанату і Нікейський імперії. Вождь Кайи Ертугрул отримує завдання від султана Ала ад-Діна завоювати грецьку фортеця Караджахісар. Йому знову доводиться зіткнутися з тамплієрами — власниками базару Ханле, а також з ворожим ставленням огузів племені Чавдар. Зокрема, старшого сина вождя племені Джандар-бея — Урал-бея, який уклав союз з грецьким текфурор Василіусом. Справа також ускладнюється тим, що зміцнює своє становище емір Саад ад-Дін Кепек, який намагається прибрати до своїх рук прикордонні землі шляхом шлюбу з дочкою Джандар-бея Аслихан-хатун.
4 сезон
Ертугрул вдається дивом вижити після влаштованої грецьким текфуром Аресом пастки, проте він потрапляє в полон до работоргівця Сімко. У цей час його молодший брат Дюндар стає новим вождем племені Кайи і планує продати базар Ханле та переселитися в Ахлат на стійбище старших братів. Але Ертугрулу вдається розірвати дану угоду і надалі він встановлює порядок в племені Чавдар, завойовує фортецю Караджахісар, перемагає еміра Саад ад-Діна Кепека, зіштовхується зі старим ворогом Байджу-нойоном і насамкінець стає правителем Сегютского бейлику — ядра майбутньої Османської імперії .
5 сезон
Проходить 10 років з моменту монгольської навали на Анатолію і битви при Кьосе-Дазі. Монгольська імперія весь час намагається утримати під своєю владою сельджуцький султанат. Ертугрул — вождь племені Кайи і уджбей Сегюта. Однак у нього з'являються нові проблеми — з всесильним сельджуцьким еміром Бахаддіном і огузами племені Умурогуллари, які намагаються оселитися на землях Сегюта. У Ертугрула з'являється новий смертельний ворог — грецький військовий командир Драгос, який на сегютських землях створює таємну лицарську організацію. У цей час сину Сулеймана-шаха доводиться прийняти під своє заступництво постраждале від монголів і сельджуків стійбище старших братів Гюндогду і Сунгуртекіна.

## У ролях
Огузи:
- Сердар Гекхан — Сулейман-шах — батько Сунгуртекіна, Гюндогду, Ертугрула і Дюндара, вождь племені Кайи
- Хакан Ванлі — Курдоглу-бей, кровний брат Сулейман-шаха
- Хюлья Дарджан — Хайме-хатун, дружина Сулейман-шаха, сестра Коркут-бея
- Сезгін Ердемір — Сунгуртекін, старший син Сулейман-шаха
- Каан Ташанер — Гюндогду, син Сулейман-шаха, брат Ертугрула, бей племені Кайи, батько Сулеймана
- Енгін Алтан Дюзьятан — Ертогрул — син Сулейман-шаха, бей племені Кайи і одночасно уджбей Сегюта, батько Гюндуз, Савджі і Османа
- Арда Анарат — Дюндар, молодший син Сулейман-шаха (в дитинстві)
- Батухан Караджакая — Дюндар, молодший син Сулейман-шаха (дорослий), бей Кайи
- Дідем Балчін — Сельджан (Сайкай), дружина Гюндогду, сестра Гекчен, мати Сулеймана
- Бурдж Киратли — Гекчен (Кагча), сестра Сельджан, дружина Туттекіна
- Толга Сала — Хамза, воїн спочатку Гюндогду, а потім Байджу-нойона
- Нуреттін Сенмез — воїн Ертугрула, чоловік Хелени-Хафси, командувач племінним ополченням Кайи
- Джавит Четін Гюнер — Доган, воїн Ертугрула, чоловік Бану-Чичек
- Дженгиз Джошкун — Тургут-алп, товариш Ертугрула, чоловік Айкіз і Аслихан, бей племені Чавдар
- Мехмет Чевік — Делід-Демір, коваль-зброяр племені Кайи, тесть Тургута
- Ханде Субаші — Айкіз, дочка Делід-Деміра, перша дружина Тургута
- Фахрі Озтезкан — Ільяс, факіха, помічник Сулейман-шаха
- Хаміт Демір — Акче-Ходжа, лікар племені Кайі

Сельджуки:
- Бурак Хакки — Аладдін, сельджуцький султан, дядько Халиме і Йігіт
- Седат Савтак — Нуман- бий, брат Аладдіна, сельджуцький шах-заде, батько Халиме і Йігіт
- Есра Білгіч — Халиме, племінниця султана Аладдіна, дружина Ертугрула, мати Гюндуз, Савджі і Османа
- Бурак Теміз — Йігіт, брат Халиме, сельджуцький шах-заде
- Кан Кахрамана — Кара-Тойгар, сельджуцький командир
- Тургут Тунчалп — Афсін, сельджуцький бий

Араби:
- Осман Сойкут — Ібн Арабі, мандрівний богослов-суфій

Європейці-християни:
- Сердар Деніз — Тітус, лицар ордена тамплієрів, комендант фортеці
- Біранд Тунч — Бесоль, брат Титуса, лицар-тамплієр
- Озлем Айдін — Елеонора, донька Джованні, сестра Ізадори
- Решад Стрик — Клаудіус, лицар ордена тамлієрів, який перейшов в іслам і став шпигуном Ертугрула
- Левент Октем — устад ордена тамплієрів Петруччіо Манзіні.

## Епізоди
| сезон | сезон | серії | Оригінальна дата показу | Оригінальна дата показу |
| сезон | сезон | серії | прем'єра                | фінал                   |
| ----- | ----- | ----- | ----------------------- | ----------------------- |
|       | 1     | 26    | 10 грудня 2014          | 17 червня 2015          |
|       | 2     | 35    | 30 вересня 2015         | 8 червня 2016           |
|       | 3     | 30    | 26 жовтня 2016          | 14 червня 2017          |
|       | 4     | 30    | 25 жовтня 2017          | 6 червня 2018           |
|       | 5     | 29    | 7 листопада 2018        | 29 травня 2019          |

## Критика
Серед шанувальників серіалу — президент Венесуели Ніколас Мадуро, який відвідав знімальний майданчик .
Глава Чечні Рамзан Кадиров, навпаки, розкритикував серіал. Він зазначив, що «не зрозумів його» . Однак думка самого Рамзана Кадирова змінилося, коли він сам в кінці 2018 року в ході візиту до Туреччини відвідав знімальний майданчик серіалу " .
Проте, наголошується, що (починаючи з третього сезону) серіал б'є рекорди за кількістю глядачів .